# Gà Appenzeller

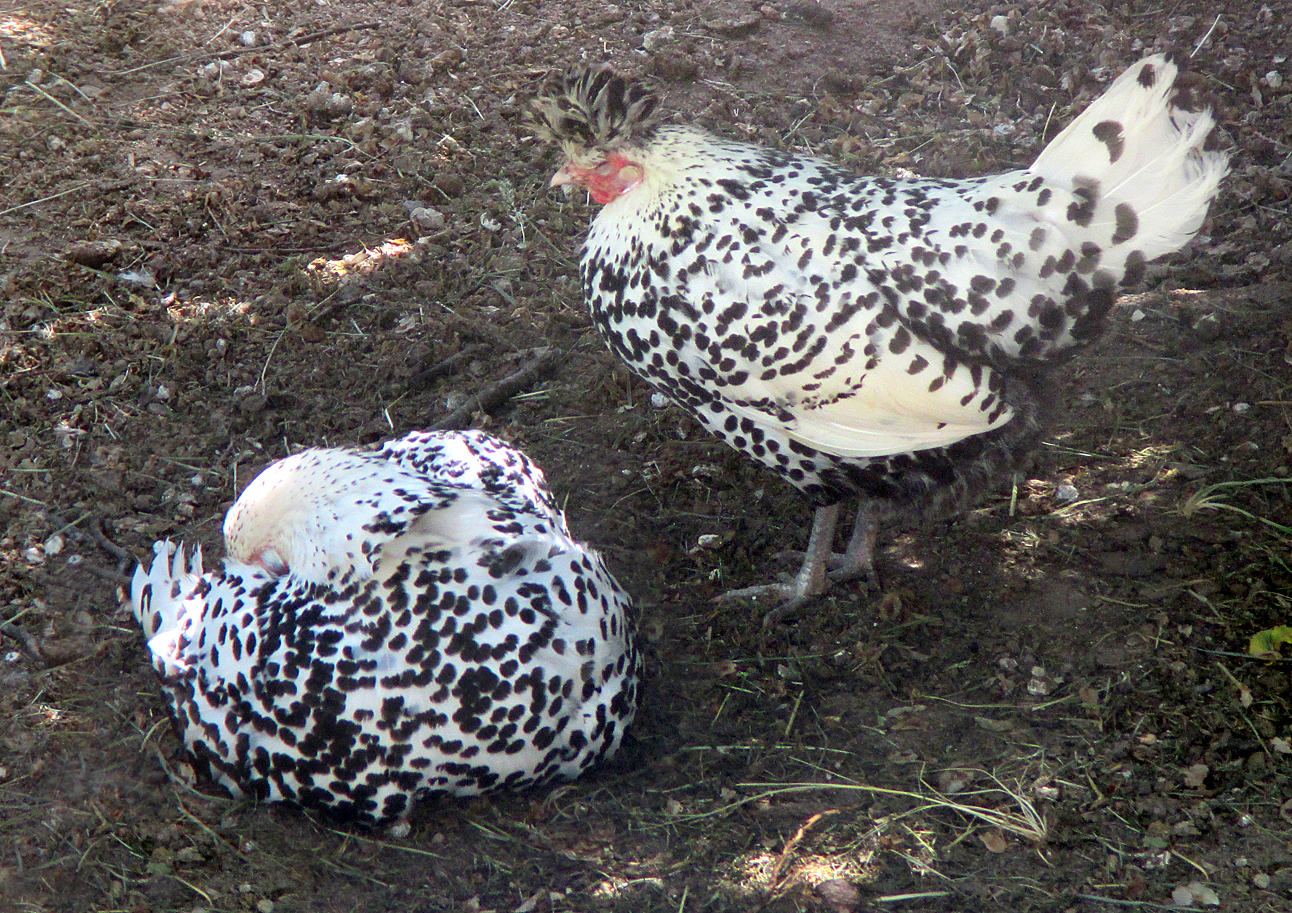
Appenzeller

Gà Appenzeller là một giống gà có nguồn gốc từ vùng Appenzell của Thụy Sĩ. Chúng chủ yếu là giống gà để trưng bày (gà kiểng) nhưng cũng là những con gà đẻ sai quả (đẻ nhiều trứng). Giống gà này gồm 02 dòng, trong đó dòng Spitzhauben phổ biến ở nước ngoài hơn dòng gà còn lại là Barthuhner.

## Đặc điểm
Chúng là một giống gà nhẹ ký với gà mái có trọng lượng trung bình là 3,5 lbs (1,6 kg) và những con gà trống nặng khoảng 4,5 lbs (2 kg). Cả hai dòng gà này đều có ngoại hình với bộ lông màu đen, vàng và vảy bạc. Thức ăn không nên quá nhão để tránh dính vào bộ râu. Chúng đẻ trứng nhỏ, có vỏ màu trắng và đẻ khoảng 5 lần mỗi tuần. Về tập tính, tính nết của giống gà này thì chúng là giống gà hoạt động không hoạt động tốt trong khi bị giam cầm chặt chẽ, có thể làm thức ăn tốt và sẽ ngủ trên cây nếu có cơ hội.
Gà Appenzeller có hai loại (nòi/chủng/dòng/bổn) gồm:
- Biến thể Spitzhauben có nghĩa là "lacy bonnet/ca-pô-ren", những con gà thuộc biến thể này có một chiếc mồng chạc hình chữ V và nhúm lông ở cả gà trống và gà mái. Từ 'spitzhauben' xuất phát từ một chiếc mũ nghi lễ của những người phụ nữ ở vùng Appenzeller ở Thụy Sĩ.
- Biến thể Barthuhner ("gà mũ râu") những con gà trong biến thể này có một chiếc mồng màu hồng và không có đỉnh mồng.

## Xuất khẩu
Ở Bắc Mỹ, nó rất hiếm và được công nhận chính thức bởi cả Hiệp hội Gia cầm Mỹ hoặc các cơ quan đăng ký giống khác. Giống gà này được một tay bác sĩ nhập khẩu vào Mỹ. Biến thể Spitzhauben đốm bạc cong đuôi là giống phổ biến nhất được tìm thấy ở nước ngoài. Mặc dù không có trong tiêu chuẩn ở Bắc Mỹ, Vương quốc Anh không công nhận giống và chấp nhận nó như là một giống tiêu chuẩn hóa. Tuy nhiên, có một sự thúc đẩy ở Hoa Kỳ để biến thể Spitzhauben được Hiệp hội Gia cầm Mỹ công nhận. Giống gà này đã được AvGen Poultry nhập khẩu vào Úc lần đầu tiên vào năm 2015.